# Ḏ̄
Ḏ̄ (minuscule : ḏ̄), appelé D macron macron souscrit, est une lettre latine utilisé dans la romanisation ISO 233-1 de l’alphabet arabe. Elle est composée d’un D diacrité d’un macron et d’un macron souscrit.

## Utilisation
Dans la romanisation ISO 233-1 de l’alphabet arabe, ‹ ḏ̄ › représente un ḏāl šadda ‹ ذّ ›, le d macron souscrit ‹ ḏ › et le macron représentant respectivement le ḏāl et le šadda.

## Représentations informatiques
Le D macron macron souscrit peut être représenté avec les caractères Unicode suivants : 
- composé et normalisé NFC (latin étendu additionnel, diacritiques) :

| formes    | représentations | chaînes de caractères | points de code | descriptions                                                 |
| --------- | --------------- | --------------------- | -------------- | ------------------------------------------------------------ |
| majuscule | Ḏ̄               | Ḏ◌̄                    | U+1E0E U+0301  | lettre majuscule latine d macron souscrit diacritique macron |
| minuscule | ḏ̄               | ḏ◌̄                    | U+1E0F U+0301  | lettre minuscule latine d macron souscrit diacritique macron |

- décomposé et normalisé NFD (latin de base, diacritiques) :

| formes    | représentations | chaînes de caractères | points de code       | descriptions                                                             |
| --------- | --------------- | --------------------- | -------------------- | ------------------------------------------------------------------------ |
| majuscule | Ḏ̄               | D◌̱◌̄                   | U+0044 U+0331 U+0304 | lettre majuscule latine d diacritique macron souscrit diacritique macron |
| minuscule | ḏ̄               | d◌̱◌̄                   | U+0064 U+0331 U+0304 | lettre minuscule latine d diacritique macron souscrit diacritique macron |

## Sources
- (en) Thomas T. Pederson, Transliteration of Arabic, 2.2, 2008 (lire en ligne)